# Liste der Länder nach Alkoholkonsum

Alkoholkonsum pro Person im Jahr 2016

Hauptsächlich konsumierte alkoholische Getränke in den Ländern Europas (gemessen am Konsum reinen Alkohols) im Jahr 2016:

Die Weltgesundheitsorganisation (WHO) veröffentlichte im Jahr 2018 einen weltweiten Zustandsbericht über Alkohol und Gesundheit (Global status report on alcohol and health). In diesem Bericht wurden die durch Alkoholkonsum verursachten Gesundheitsschäden und volkswirtschaftlichen Kosten abgeschätzt. Der weltweite Konsum an reinem Alkohol wurde für das Jahr 2005 auf 6,13 Liter pro Person und Jahr geschätzt. Ein erheblicher Teil davon (28,6 % oder 1,76 Liter) entfiel dabei auf außerhalb staatlicher Kontrolle hergestellte alkoholische Getränke.
Die folgende Tabelle gibt die im Rahmen dieses Berichts ermittelten Werte für den mittleren Alkoholkonsum nach Ländern im Jahr 2016 wieder. Die Alkoholmengen, die in typischen Urlaubsländern durch Touristen konsumiert wurden, wurden in dieser Übersicht herausgerechnet. Die Angaben beziehen sich ausschließlich auf Menschen, die auch Alkohol trinken (in der Quelle: Drinkers only). Personen, die überhaupt keinen Alkohol trinken, wurden in der Statistik nicht berücksichtigt. Dadurch können sich vor allem für Länder, in denen nur wenige Menschen Alkohol trinken, Werte ergeben, die kontraintuitiv sind. 
In dieser Liste sind die reinen Alkoholmengen aufgeführt. Die Angabe 5 Liter entspricht bei Bier (etwa 6 % Alkohol) etwa 83 Litern, bei Wein (etwa 12 % Alkohol) etwa 42 Litern, bei Spirituosen (⌀ 40 %) etwa 12,5 Litern.
| Konsum an reinem Alkohol pro trinkender Person (≥ 15 Jahre) in Litern pro Jahr (Jahr 2016) | Konsum an reinem Alkohol pro trinkender Person (≥ 15 Jahre) in Litern pro Jahr (Jahr 2016) | Konsum an reinem Alkohol pro trinkender Person (≥ 15 Jahre) in Litern pro Jahr (Jahr 2016) | Konsum an reinem Alkohol pro trinkender Person (≥ 15 Jahre) in Litern pro Jahr (Jahr 2016) | Konsum an reinem Alkohol pro trinkender Person (≥ 15 Jahre) in Litern pro Jahr (Jahr 2016) | Konsum an reinem Alkohol pro trinkender Person (≥ 15 Jahre) in Litern pro Jahr (Jahr 2016) |
| Land                                                                                       | Gesamt                                                                                     | Bier in %                                                                                  | Wein in %                                                                                  | Spirituosen in %                                                                           | andere in %                                                                                |
| ------------------------------------------------------------------------------------------ | ------------------------------------------------------------------------------------------ | ------------------------------------------------------------------------------------------ | ------------------------------------------------------------------------------------------ | ------------------------------------------------------------------------------------------ | ------------------------------------------------------------------------------------------ |
| Moldau                                                                                     | 15,2                                                                                       | 16,2 %                                                                                     | 56,6 %                                                                                     | 25,2 %                                                                                     | 2 %                                                                                        |
| Litauen                                                                                    | 15                                                                                         | 43,6 %                                                                                     | 7,3 %                                                                                      | 37,1 %                                                                                     | 12,1 %                                                                                     |
| Tschechien                                                                                 | 14,4                                                                                       | 53,3 %                                                                                     | 21,3 %                                                                                     | 25,4 %                                                                                     | 0 %                                                                                        |
| Seychellen                                                                                 | 13,8                                                                                       | 68,9 %                                                                                     | 22,4 %                                                                                     | 6,3 %                                                                                      | 2,5 %                                                                                      |
| Deutschland                                                                                | 13,4                                                                                       | 52,6 %                                                                                     | 28,4 %                                                                                     | 18,9 %                                                                                     | 0 %                                                                                        |
| Nigeria                                                                                    | 13,4                                                                                       | 7,9 %                                                                                      | 0,4 %                                                                                      | 0,6 %                                                                                      | 91,1 %                                                                                     |
| Irland                                                                                     | 13                                                                                         | 47 %                                                                                       | 28 %                                                                                       | 18,8 %                                                                                     | 6,2 %                                                                                      |
| Luxemburg                                                                                  | 13                                                                                         | 35,4 %                                                                                     | 44,6 %                                                                                     | 20 %                                                                                       | 0 %                                                                                        |
| Lettland                                                                                   | 12,9                                                                                       | 42,8 %                                                                                     | 11,1 %                                                                                     | 40 %                                                                                       | 6,1 %                                                                                      |
| Bulgarien                                                                                  | 12,7                                                                                       | 38,8 %                                                                                     | 17,2 %                                                                                     | 42,9 %                                                                                     | 1,2 %                                                                                      |
| Frankreich                                                                                 | 12,6                                                                                       | 18,8 %                                                                                     | 58,8 %                                                                                     | 20,7 %                                                                                     | 1,7 %                                                                                      |
| Rumänien                                                                                   | 12,6                                                                                       | 55,6 %                                                                                     | 28,1 %                                                                                     | 16,4 %                                                                                     | 0 %                                                                                        |
| Slowenien                                                                                  | 12,6                                                                                       | 41,4 %                                                                                     | 50,6 %                                                                                     | 8 %                                                                                        | 0 %                                                                                        |
| Portugal                                                                                   | 12,3                                                                                       | 26,1 %                                                                                     | 61,5 %                                                                                     | 7,7 %                                                                                      | 4,7 %                                                                                      |
| Belgien                                                                                    | 12,1                                                                                       | 44,4 %                                                                                     | 38,3 %                                                                                     | 14,2 %                                                                                     | 3,1 %                                                                                      |
| Russland                                                                                   | 11,7                                                                                       | 39 %                                                                                       | 12,8 %                                                                                     | 38,6 %                                                                                     | 9,5 %                                                                                      |
| Österreich                                                                                 | 11,6                                                                                       | 53,5 %                                                                                     | 31,6 %                                                                                     | 14,9 %                                                                                     | 0 %                                                                                        |
| Estland                                                                                    | 11,6                                                                                       | 32,7 %                                                                                     | 7,4 %                                                                                      | 50,3 %                                                                                     | 9,6 %                                                                                      |
| Polen                                                                                      | 11,6                                                                                       | 56,1 %                                                                                     | 7,8 %                                                                                      | 36,1 %                                                                                     | 0 %                                                                                        |
| Gabun                                                                                      | 11,5                                                                                       | 76,3 %                                                                                     | 9,2 %                                                                                      | 13,4 %                                                                                     | 1,1 %                                                                                      |
| Slowakei                                                                                   | 11,5                                                                                       | 33,7 %                                                                                     | 20,9 %                                                                                     | 41,9 %                                                                                     | 3,5 %                                                                                      |
| Schweiz                                                                                    | 11,5                                                                                       | 32,1 %                                                                                     | 48,1 %                                                                                     | 18,5 %                                                                                     | 1,2 %                                                                                      |
| Ungarn                                                                                     | 11,4                                                                                       | 35,5 %                                                                                     | 32,2 %                                                                                     | 32,3 %                                                                                     | 0 %                                                                                        |
| Vereinigtes Königreich                                                                     | 11,4                                                                                       | 35 %                                                                                       | 35,7 %                                                                                     | 22,5 %                                                                                     | 6,7 %                                                                                      |
| Andorra                                                                                    | 11,3                                                                                       | 34,1 %                                                                                     | 42 %                                                                                       | 23,9 %                                                                                     | 0 %                                                                                        |
| Äquatorialguinea                                                                           | 11,3                                                                                       | 83 %                                                                                       | 17 %                                                                                       | 0 %                                                                                        | 0 %                                                                                        |
| Belarus                                                                                    | 11,2                                                                                       | 22,8 %                                                                                     | 2,2 %                                                                                      | 49 %                                                                                       | 26 %                                                                                       |
| Serbien                                                                                    | 11,1                                                                                       | 32 %                                                                                       | 42,5 %                                                                                     | 25,4 %                                                                                     | 0,1 %                                                                                      |
| Zypern                                                                                     | 10,8                                                                                       | 29,7 %                                                                                     | 28,4 %                                                                                     | 41,9 %                                                                                     | 0 %                                                                                        |
| Uruguay                                                                                    | 10,8                                                                                       | 35,2 %                                                                                     | 43,7 %                                                                                     | 21,1 %                                                                                     | 0 %                                                                                        |
| Finnland                                                                                   | 10,7                                                                                       | 48,8 %                                                                                     | 20,6 %                                                                                     | 21,5 %                                                                                     | 9,1 %                                                                                      |
| Neuseeland                                                                                 | 10,7                                                                                       | 37,4 %                                                                                     | 33,4 %                                                                                     | 28,9 %                                                                                     | 0,3 %                                                                                      |
| Australien                                                                                 | 10,6                                                                                       | 39,9 %                                                                                     | 37,5 %                                                                                     | 12,9 %                                                                                     | 9,8 %                                                                                      |
| Cookinseln                                                                                 | 10,6                                                                                       | 31,7 %                                                                                     | 16,1 %                                                                                     | 52,2 %                                                                                     | 0 %                                                                                        |
| Dänemark                                                                                   | 10,4                                                                                       | 37,4 %                                                                                     | 44,7 %                                                                                     | 17,1 %                                                                                     | 0,8 %                                                                                      |
| Griechenland                                                                               | 10,4                                                                                       | 31,5 %                                                                                     | 45,5 %                                                                                     | 21,8 %                                                                                     | 1,3 %                                                                                      |
| Laos                                                                                       | 10,4                                                                                       | 50,1 %                                                                                     | 0 %                                                                                        | 49,8 %                                                                                     | 0 %                                                                                        |
| Südkorea                                                                                   | 10,2                                                                                       | 22,2 %                                                                                     | 1,9 %                                                                                      | 7,1 %                                                                                      | 68,9 %                                                                                     |
| Spanien                                                                                    | 10                                                                                         | 54,2 %                                                                                     | 18 %                                                                                       | 27,8 %                                                                                     | 0 %                                                                                        |
| Eswatini                                                                                   | 9,9                                                                                        | 24,6 %                                                                                     | 16,1 %                                                                                     | 0 %                                                                                        | 59,3 %                                                                                     |
| St. Lucia                                                                                  | 9,9                                                                                        | 35,4 %                                                                                     | 13,2 %                                                                                     | 50 %                                                                                       | 1,4 %                                                                                      |
| Argentinien                                                                                | 9,8                                                                                        | 39,9 %                                                                                     | 40,2 %                                                                                     | 9,6 %                                                                                      | 10,3 %                                                                                     |
| Georgien                                                                                   | 9,8                                                                                        | 18,4 %                                                                                     | 43 %                                                                                       | 38,5 %                                                                                     | 0,1 %                                                                                      |
| Namibia                                                                                    | 9,8                                                                                        | 60,2 %                                                                                     | 10,4 %                                                                                     | 13,9 %                                                                                     | 15,6 %                                                                                     |
| Vereinigte Staaten                                                                         | 9,8                                                                                        | 47 %                                                                                       | 18,1 %                                                                                     | 34,9 %                                                                                     | 0 %                                                                                        |
| Barbados                                                                                   | 9,6                                                                                        | 37,6 %                                                                                     | 10,5 %                                                                                     | 50 %                                                                                       | 1,9 %                                                                                      |
| Uganda                                                                                     | 9,5                                                                                        | 11 %                                                                                       | 0,1 %                                                                                      | 3,1 %                                                                                      | 85,8 %                                                                                     |
| St. Kitts und Nevis                                                                        | 9,4                                                                                        | 47,8 %                                                                                     | 6,5 %                                                                                      | 43,4 %                                                                                     | 2,3 %                                                                                      |
| Tansania                                                                                   | 9,4                                                                                        | 12,2 %                                                                                     | 0,4 %                                                                                      | 1,6 %                                                                                      | 85,8 %                                                                                     |
| Chile                                                                                      | 9,3                                                                                        | 36,1 %                                                                                     | 33,1 %                                                                                     | 30,8 %                                                                                     | 0 %                                                                                        |
| Grenada                                                                                    | 9,3                                                                                        | 40,9 %                                                                                     | 7 %                                                                                        | 48,3 %                                                                                     | 3,8 %                                                                                      |
| Südafrika                                                                                  | 9,3                                                                                        | 56 %                                                                                       | 18,5 %                                                                                     | 17,8 %                                                                                     | 7,6 %                                                                                      |
| Schweden                                                                                   | 9,2                                                                                        | 36,4 %                                                                                     | 47,8 %                                                                                     | 14,1 %                                                                                     | 1,7 %                                                                                      |
| Island                                                                                     | 9,1                                                                                        | 56,5 %                                                                                     | 27,9 %                                                                                     | 15,5 %                                                                                     | 0 %                                                                                        |
| Ruanda                                                                                     | 9                                                                                          | 14,8 %                                                                                     | 0,2 %                                                                                      | 2,7 %                                                                                      | 82,3 %                                                                                     |
| Kamerun                                                                                    | 8,9                                                                                        | 43,5 %                                                                                     | 1,4 %                                                                                      | 0,1 %                                                                                      | 54,9 %                                                                                     |
| Kanada                                                                                     | 8,9                                                                                        | 45,1 %                                                                                     | 25,6 %                                                                                     | 25,6 %                                                                                     | 3,7 %                                                                                      |
| Kroatien                                                                                   | 8,9                                                                                        | 44,5 %                                                                                     | 39 %                                                                                       | 13 %                                                                                       | 3,5 %                                                                                      |
| Niederlande                                                                                | 8,7                                                                                        | 47,8 %                                                                                     | 35,8 %                                                                                     | 16,4 %                                                                                     | 0 %                                                                                        |
| Ukraine                                                                                    | 8,6                                                                                        | 42,3 %                                                                                     | 5,4 %                                                                                      | 51,5 %                                                                                     | 0,8 %                                                                                      |
| Botswana                                                                                   | 8,4                                                                                        | 48,1 %                                                                                     | 23,5 %                                                                                     | 4,4 %                                                                                      | 24 %                                                                                       |
| Elfenbeinküste                                                                             | 8,4                                                                                        | 21,9 %                                                                                     | 5 %                                                                                        | 0,2 %                                                                                      | 72,9 %                                                                                     |
| Trinidad und Tobago                                                                        | 8,4                                                                                        | 57,9 %                                                                                     | 3,3 %                                                                                      | 37,1 %                                                                                     | 1,7 %                                                                                      |
| Thailand                                                                                   | 8,3                                                                                        | 28,3 %                                                                                     | 2,7 %                                                                                      | 68,9 %                                                                                     | 0 %                                                                                        |
| Vietnam                                                                                    | 8,3                                                                                        | 91,5 %                                                                                     | 0,8 %                                                                                      | 7,7 %                                                                                      | 0 %                                                                                        |
| Burkina Faso                                                                               | 8,2                                                                                        | 18 %                                                                                       | 2,7 %                                                                                      | 5 %                                                                                        | 74,2 %                                                                                     |
| Dominica                                                                                   | 8,2                                                                                        | 11,1 %                                                                                     | 0 %                                                                                        | 88,9 %                                                                                     | 0 %                                                                                        |
| St. Vincent und die Grenadinen                                                             | 8,2                                                                                        | 36,6 %                                                                                     | 3,6 %                                                                                      | 57,2 %                                                                                     | 2,6 %                                                                                      |
| Malta                                                                                      | 8,1                                                                                        | 36,4 %                                                                                     | 29,9 %                                                                                     | 28,7 %                                                                                     | 4,9 %                                                                                      |
| Nordmazedonien                                                                             | 8,1                                                                                        | 35,3 %                                                                                     | 46,6 %                                                                                     | 17,4 %                                                                                     | 0,7 %                                                                                      |
| Japan                                                                                      | 8                                                                                          | 18,2 %                                                                                     | 5,5 %                                                                                      | 40 %                                                                                       | 36,3 %                                                                                     |
| Montenegro                                                                                 | 8                                                                                          | 10,8 %                                                                                     | 43,1 %                                                                                     | 44,1 %                                                                                     | 2 %                                                                                        |
| Panama                                                                                     | 7,9                                                                                        | 76,9 %                                                                                     | 3,5 %                                                                                      | 19,4 %                                                                                     | 0,3 %                                                                                      |
| Brasilien                                                                                  | 7,8                                                                                        | 61,8 %                                                                                     | 3,4 %                                                                                      | 34,3 %                                                                                     | 0,5 %                                                                                      |
| Republik Kongo                                                                             | 7,8                                                                                        | 84,4 %                                                                                     | 4,7 %                                                                                      | 10,3 %                                                                                     | 0,6 %                                                                                      |
| Kasachstan                                                                                 | 7,7                                                                                        | 30,5 %                                                                                     | 6,5 %                                                                                      | 62,9 %                                                                                     | 0 %                                                                                        |
| Albanien                                                                                   | 7,5                                                                                        | 34,3 %                                                                                     | 26,5 %                                                                                     | 37,6 %                                                                                     | 1,7 %                                                                                      |
| Burundi                                                                                    | 7,5                                                                                        | 39,3 %                                                                                     | 0,1 %                                                                                      | 0,1 %                                                                                      | 60,5 %                                                                                     |
| Italien                                                                                    | 7,5                                                                                        | 25,4 %                                                                                     | 64,8 %                                                                                     | 9,8 %                                                                                      | 0 %                                                                                        |
| Norwegen                                                                                   | 7,5                                                                                        | 43,9 %                                                                                     | 36,7 %                                                                                     | 16,7 %                                                                                     | 2,7 %                                                                                      |
| Mongolei                                                                                   | 7,4                                                                                        | 43,6 %                                                                                     | 1,9 %                                                                                      | 54,5 %                                                                                     | 0 %                                                                                        |
| Volksrepublik China                                                                        | 7,2                                                                                        | 29,6 %                                                                                     | 3,1 %                                                                                      | 67,2 %                                                                                     | 0 %                                                                                        |
| Paraguay                                                                                   | 7,2                                                                                        | 54,2 %                                                                                     | 17,4 %                                                                                     | 27,3 %                                                                                     | 1,1 %                                                                                      |
| Antigua und Barbuda                                                                        | 7                                                                                          | 33 %                                                                                       | 18,3 %                                                                                     | 45,4 %                                                                                     | 3,2 %                                                                                      |
| Niue                                                                                       | 7                                                                                          | 56,3 %                                                                                     | 13,1 %                                                                                     | 30,6 %                                                                                     | 0 %                                                                                        |
| Dominikanische Republik                                                                    | 6,9                                                                                        | 52,2 %                                                                                     | 4,4 %                                                                                      | 41,9 %                                                                                     | 1,5 %                                                                                      |
| São Tomé und Príncipe                                                                      | 6,8                                                                                        | 19,8 %                                                                                     | 80,2 %                                                                                     | 0 %                                                                                        | 0 %                                                                                        |
| Belize                                                                                     | 6,7                                                                                        | 69,1 %                                                                                     | 1,9 %                                                                                      | 26,7 %                                                                                     | 2,3 %                                                                                      |
| Kambodscha                                                                                 | 6,7                                                                                        | 88,1 %                                                                                     | 0,6 %                                                                                      | 11,2 %                                                                                     | 0,1 %                                                                                      |
| Philippinen                                                                                | 6,6                                                                                        | 27,3 %                                                                                     | 0,4 %                                                                                      | 72 %                                                                                       | 0,3 %                                                                                      |
| Mexiko                                                                                     | 6,5                                                                                        | 77,1 %                                                                                     | 2,1 %                                                                                      | 20,4 %                                                                                     | 0,5 %                                                                                      |
| Angola                                                                                     | 6,4                                                                                        | 70,3 %                                                                                     | 17,6 %                                                                                     | 11,3 %                                                                                     | 0,8 %                                                                                      |
| Bosnien und Herzegowina                                                                    | 6,4                                                                                        | 75,8 %                                                                                     | 8,6 %                                                                                      | 12,4 %                                                                                     | 3,2 %                                                                                      |
| Guyana                                                                                     | 6,3                                                                                        | 48,4 %                                                                                     | 0,2 %                                                                                      | 50,8 %                                                                                     | 0,6 %                                                                                      |
| Peru                                                                                       | 6,3                                                                                        | 60,1 %                                                                                     | 8,1 %                                                                                      | 31,8 %                                                                                     | 0 %                                                                                        |
| Kirgisistan                                                                                | 6,2                                                                                        | 11,6 %                                                                                     | 2,2 %                                                                                      | 86,2 %                                                                                     | 0 %                                                                                        |
| Kuba                                                                                       | 6,1                                                                                        | 37,3 %                                                                                     | 4,9 %                                                                                      | 57,4 %                                                                                     | 0,4 %                                                                                      |
| Nauru                                                                                      | 6                                                                                          | 22 %                                                                                       | 3,7 %                                                                                      | 74,3 %                                                                                     | 0 %                                                                                        |
| Kolumbien                                                                                  | 5,8                                                                                        | 71,3 %                                                                                     | 1,1 %                                                                                      | 27,2 %                                                                                     | 0,3 %                                                                                      |
| Haiti                                                                                      | 5,8                                                                                        | 2,3 %                                                                                      | 0,3 %                                                                                      | 97,3 %                                                                                     | 0,1 %                                                                                      |
| Liberia                                                                                    | 5,8                                                                                        | 9,4 %                                                                                      | 1,8 %                                                                                      | 88,2 %                                                                                     | 0,6 %                                                                                      |
| Kap Verde                                                                                  | 5,7                                                                                        | 55 %                                                                                       | 45 %                                                                                       | 0 %                                                                                        | 0 %                                                                                        |
| Indien                                                                                     | 5,7                                                                                        | 7,5 %                                                                                      | 0,1 %                                                                                      | 92,4 %                                                                                     | 0 %                                                                                        |
| Sierra Leone                                                                               | 5,7                                                                                        | 4 %                                                                                        | 1,1 %                                                                                      | 0 %                                                                                        | 94,9 %                                                                                     |
| Venezuela                                                                                  | 5,6                                                                                        | 69,2 %                                                                                     | 0,3 %                                                                                      | 29,2 %                                                                                     | 1,3 %                                                                                      |
| Armenien                                                                                   | 5,5                                                                                        | 10,6 %                                                                                     | 7 %                                                                                        | 82,3 %                                                                                     | 0,1 %                                                                                      |
| Turkmenistan                                                                               | 5,4                                                                                        | 26,8 %                                                                                     | 35,1 %                                                                                     | 38 %                                                                                       | 0 %                                                                                        |
| Nicaragua                                                                                  | 5,2                                                                                        | 39,7 %                                                                                     | 0,8 %                                                                                      | 59,5 %                                                                                     | 0,1 %                                                                                      |
| Suriname                                                                                   | 5,1                                                                                        | 44,9 %                                                                                     | 3,5 %                                                                                      | 48,8 %                                                                                     | 2,8 %                                                                                      |
| Lesotho                                                                                    | 5                                                                                          | 57,4 %                                                                                     | 3,2 %                                                                                      | 10,5 %                                                                                     | 28,9 %                                                                                     |
| Bolivien                                                                                   | 4,8                                                                                        | 72,8 %                                                                                     | 4,3 %                                                                                      | 21,3 %                                                                                     | 1,6 %                                                                                      |
| Costa Rica                                                                                 | 4,8                                                                                        | 64,1 %                                                                                     | 7,2 %                                                                                      | 27,9 %                                                                                     | 0,8 %                                                                                      |
| Guinea-Bissau                                                                              | 4,8                                                                                        | 13,7 %                                                                                     | 31,3 %                                                                                     | 13,7 %                                                                                     | 41,2 %                                                                                     |
| Myanmar                                                                                    | 4,8                                                                                        | 22,4 %                                                                                     | 9,8 %                                                                                      | 67,7 %                                                                                     | 0 %                                                                                        |
| Sambia                                                                                     | 4,8                                                                                        | 36,4 %                                                                                     | 2,7 %                                                                                      | 0,4 %                                                                                      | 60,4 %                                                                                     |
| Simbabwe                                                                                   | 4,8                                                                                        | 62,8 %                                                                                     | 1,3 %                                                                                      | 12 %                                                                                       | 23,9 %                                                                                     |
| Bahamas                                                                                    | 4,4                                                                                        | 39,2 %                                                                                     | 16,6 %                                                                                     | 41,2 %                                                                                     | 3 %                                                                                        |
| Ecuador                                                                                    | 4,4                                                                                        | 79,9 %                                                                                     | 1,5 %                                                                                      | 17,8 %                                                                                     | 0,7 %                                                                                      |
| Sri Lanka                                                                                  | 4,3                                                                                        | 13,2 %                                                                                     | 0,3 %                                                                                      | 84,9 %                                                                                     | 1,5 %                                                                                      |
| Jamaika                                                                                    | 4,2                                                                                        | 36,3 %                                                                                     | 4,8 %                                                                                      | 54,2 %                                                                                     | 4,6 %                                                                                      |
| Honduras                                                                                   | 4                                                                                          | 46,6 %                                                                                     | 1,2 %                                                                                      | 52,1 %                                                                                     | 0,1 %                                                                                      |
| Nordkorea                                                                                  | 3,9                                                                                        | 2,7 %                                                                                      | 0 %                                                                                        | 97,3 %                                                                                     | 0 %                                                                                        |
| Gambia                                                                                     | 3,8                                                                                        | 8,5 %                                                                                      | 2,1 %                                                                                      | 0 %                                                                                        | 89,4 %                                                                                     |
| Israel                                                                                     | 3,8                                                                                        | 54,4 %                                                                                     | 4,7 %                                                                                      | 39,5 %                                                                                     | 1,4 %                                                                                      |
| Vereinigte Arabische Emirate                                                               | 3,8                                                                                        | 10,1 %                                                                                     | 7,7 %                                                                                      | 81,9 %                                                                                     | 0,3 %                                                                                      |
| El Salvador                                                                                | 3,7                                                                                        | 47,8 %                                                                                     | 1,3 %                                                                                      | 50,7 %                                                                                     | 0,1 %                                                                                      |
| Malawi                                                                                     | 3,7                                                                                        | 8,8 %                                                                                      | 0,8 %                                                                                      | 11,3 %                                                                                     | 79,1 %                                                                                     |
| Mauritius                                                                                  | 3,6                                                                                        | 53,9 %                                                                                     | 15,4 %                                                                                     | 30,8 %                                                                                     | 0 %                                                                                        |
| Kenia                                                                                      | 3,4                                                                                        | 39,8 %                                                                                     | 1,8 %                                                                                      | 21,4 %                                                                                     | 37 %                                                                                       |
| Zentralafrikanische Republik                                                               | 3,3                                                                                        | 25,9 %                                                                                     | 0,7 %                                                                                      | 0 %                                                                                        | 73,5 %                                                                                     |
| Tadschikistan                                                                              | 3,3                                                                                        | 37,9 %                                                                                     | 0,7 %                                                                                      | 60,9 %                                                                                     | 0,4 %                                                                                      |
| Togo                                                                                       | 3,1                                                                                        | 37 %                                                                                       | 16 %                                                                                       | 18,2 %                                                                                     | 28,8 %                                                                                     |
| Benin                                                                                      | 3                                                                                          | 63,7 %                                                                                     | 9,6 %                                                                                      | 13,1 %                                                                                     | 13,6 %                                                                                     |
| Fidschi                                                                                    | 3                                                                                          | 69,8 %                                                                                     | 1,2 %                                                                                      | 28,9 %                                                                                     | 0 %                                                                                        |
| Äthiopien                                                                                  | 2,8                                                                                        | 54,6 %                                                                                     | 0,3 %                                                                                      | 8,3 %                                                                                      | 36,9 %                                                                                     |
| Ghana                                                                                      | 2,7                                                                                        | 28,3 %                                                                                     | 6,6 %                                                                                      | 8 %                                                                                        | 57,1 %                                                                                     |
| Malediven                                                                                  | 2,7                                                                                        | 30,8 %                                                                                     | 37,2 %                                                                                     | 31,9 %                                                                                     | 0 %                                                                                        |
| Usbekistan                                                                                 | 2,7                                                                                        | 34,4 %                                                                                     | 8,6 %                                                                                      | 56,9 %                                                                                     | 0 %                                                                                        |
| Demokratische Republik Kongo                                                               | 2,6                                                                                        | 38,9 %                                                                                     | 0,6 %                                                                                      | 0,7 %                                                                                      | 59,9 %                                                                                     |
| Föderierte Staaten von Mikronesien                                                         | 2,5                                                                                        | 58,1 %                                                                                     | 8,5 %                                                                                      | 32,8 %                                                                                     | 0,6 %                                                                                      |
| Samoa                                                                                      | 2,5                                                                                        | 94,1 %                                                                                     | 5,9 %                                                                                      | 0 %                                                                                        | 0 %                                                                                        |
| Guatemala                                                                                  | 2,4                                                                                        | 56,1 %                                                                                     | 2,1 %                                                                                      | 41,7 %                                                                                     | 0,2 %                                                                                      |
| Mosambik                                                                                   | 2,4                                                                                        | 78,7 %                                                                                     | 8,3 %                                                                                      | 12,4 %                                                                                     | 0,6 %                                                                                      |
| Osttimor                                                                                   | 2,1                                                                                        | 67,6 %                                                                                     | 32,4 %                                                                                     | 0 %                                                                                        | 0 %                                                                                        |
| Nepal                                                                                      | 2                                                                                          | 31 %                                                                                       | 49 %                                                                                       | 20 %                                                                                       | 0 %                                                                                        |
| Katar                                                                                      | 2                                                                                          | 25,9 %                                                                                     | 10,2 %                                                                                     | 63,4 %                                                                                     | 0,5 %                                                                                      |
| Singapur                                                                                   | 2                                                                                          | 70 %                                                                                       | 14,6 %                                                                                     | 13,4 %                                                                                     | 2,1 %                                                                                      |
| Türkei                                                                                     | 2                                                                                          | 57,6 %                                                                                     | 8,6 %                                                                                      | 33,8 %                                                                                     | 0 %                                                                                        |
| Bahrain                                                                                    | 1,9                                                                                        | 19 %                                                                                       | 6,2 %                                                                                      | 45,2 %                                                                                     | 29,6 %                                                                                     |
| Madagaskar                                                                                 | 1,9                                                                                        | 53,8 %                                                                                     | 8,2 %                                                                                      | 38 %                                                                                       | 0 %                                                                                        |
| Tunesien                                                                                   | 1,9                                                                                        | 72,2 %                                                                                     | 23,9 %                                                                                     | 3,8 %                                                                                      | 0,1 %                                                                                      |
| Tuvalu                                                                                     | 1,7                                                                                        | 0,6 %                                                                                      | 84,7 %                                                                                     | 14,1 %                                                                                     | 0 %                                                                                        |
| Tschad                                                                                     | 1,5                                                                                        | 70,2 %                                                                                     | 1 %                                                                                        | 5,3 %                                                                                      | 23,5 %                                                                                     |
| Libanon                                                                                    | 1,5                                                                                        | 33,9 %                                                                                     | 15,4 %                                                                                     | 49,2 %                                                                                     | 1,5 %                                                                                      |
| Tonga                                                                                      | 1,5                                                                                        | 60,7 %                                                                                     | 11,5 %                                                                                     | 27,9 %                                                                                     | 0 %                                                                                        |
| Salomonen                                                                                  | 1,4                                                                                        | 93,3 %                                                                                     | 2,9 %                                                                                      | 3,3 %                                                                                      | 0,5 %                                                                                      |
| Eritrea                                                                                    | 1,3                                                                                        | 62,1 %                                                                                     | 0,1 %                                                                                      | 0,2 %                                                                                      | 37,7 %                                                                                     |
| Guinea                                                                                     | 1,3                                                                                        | 91,1 %                                                                                     | 8,9 %                                                                                      | 0 %                                                                                        | 0 %                                                                                        |
| Mali                                                                                       | 1,3                                                                                        | 15,8 %                                                                                     | 1,2 %                                                                                      | 0 %                                                                                        | 83 %                                                                                       |
| Papua-Neuguinea                                                                            | 1,2                                                                                        | 95,2 %                                                                                     | 2,7 %                                                                                      | 2,1 %                                                                                      | 0 %                                                                                        |
| Iran                                                                                       | 1                                                                                          |                                                                                            |                                                                                            |                                                                                            |                                                                                            |
| Vanuatu                                                                                    | 1                                                                                          | 38,5 %                                                                                     | 25,4 %                                                                                     | 36,1 %                                                                                     | 0 %                                                                                        |
| Algerien                                                                                   | 0,9                                                                                        | 57,3 %                                                                                     | 24,4 %                                                                                     | 18,3 %                                                                                     | 0 %                                                                                        |
| Komoren                                                                                    | 0,9                                                                                        | 24,6 %                                                                                     | 30,6 %                                                                                     | 44,8 %                                                                                     | 0 %                                                                                        |
| Malaysia                                                                                   | 0,9                                                                                        | 60,7 %                                                                                     | 21 %                                                                                       | 17,4 %                                                                                     | 0,8 %                                                                                      |
| Aserbaidschan                                                                              | 0,8                                                                                        | 61,5 %                                                                                     | 36,9 %                                                                                     | 0 %                                                                                        | 1,5 %                                                                                      |
| Indonesien                                                                                 | 0,8                                                                                        | 18,5 %                                                                                     | 76,4 %                                                                                     | 4,6 %                                                                                      | 0,6 %                                                                                      |
| Oman                                                                                       | 0,8                                                                                        | 39,8 %                                                                                     | 2,8 %                                                                                      | 57 %                                                                                       | 0,3 %                                                                                      |
| Jordanien                                                                                  | 0,7                                                                                        | 19,9 %                                                                                     | 2,6 %                                                                                      | 75,9 %                                                                                     | 1,6 %                                                                                      |
| Senegal                                                                                    | 0,7                                                                                        | 56,4 %                                                                                     | 34,1 %                                                                                     | 8,5 %                                                                                      | 1 %                                                                                        |
| Bhutan                                                                                     | 0,6                                                                                        | 46,2 %                                                                                     | 4,2 %                                                                                      | 49,6 %                                                                                     | 0 %                                                                                        |
| Marokko                                                                                    | 0,6                                                                                        | 42,9 %                                                                                     | 39,8 %                                                                                     | 17 %                                                                                       | 0,4 %                                                                                      |
| Dschibuti                                                                                  | 0,5                                                                                        | 27,5 %                                                                                     | 16,7 %                                                                                     | 55 %                                                                                       | 0,9 %                                                                                      |
| Niger                                                                                      | 0,5                                                                                        | 45 %                                                                                       | 13,7 %                                                                                     | 41,4 %                                                                                     | 0 %                                                                                        |
| Sudan                                                                                      | 0,5                                                                                        |                                                                                            |                                                                                            |                                                                                            |                                                                                            |
| Brunei                                                                                     | 0,4                                                                                        | 100 %                                                                                      | 0 %                                                                                        | 0 %                                                                                        | 0 %                                                                                        |
| Ägypten                                                                                    | 0,4                                                                                        | 62 %                                                                                       | 4,4 %                                                                                      | 33,1 %                                                                                     | 0,6 %                                                                                      |
| Irak                                                                                       | 0,4                                                                                        | 71 %                                                                                       | 2,4 %                                                                                      | 25,7 %                                                                                     | 0,9 %                                                                                      |
| Kiribati                                                                                   | 0,4                                                                                        | 100 %                                                                                      | 0 %                                                                                        | 0 %                                                                                        | 0 %                                                                                        |
| Pakistan                                                                                   | 0,3                                                                                        |                                                                                            |                                                                                            |                                                                                            |                                                                                            |
| Syrien                                                                                     | 0,3                                                                                        | 11,6 %                                                                                     | 1,1 %                                                                                      | 87,2 %                                                                                     | 0 %                                                                                        |
| Afghanistan                                                                                | 0,2                                                                                        |                                                                                            |                                                                                            |                                                                                            |                                                                                            |
| Saudi-Arabien                                                                              | 0,2                                                                                        |                                                                                            |                                                                                            |                                                                                            |                                                                                            |
| Jemen                                                                                      | 0,1                                                                                        | 89,5 %                                                                                     | 0 %                                                                                        | 10,5 %                                                                                     | 0 %                                                                                        |
| Bangladesch                                                                                | 0                                                                                          |                                                                                            |                                                                                            |                                                                                            |                                                                                            |
| Kuwait                                                                                     | 0                                                                                          |                                                                                            |                                                                                            |                                                                                            |                                                                                            |
| Libyen                                                                                     | 0                                                                                          |                                                                                            |                                                                                            |                                                                                            |                                                                                            |
| Mauretanien                                                                                | 0                                                                                          |                                                                                            |                                                                                            |                                                                                            |                                                                                            |
| Somalia                                                                                    | 0                                                                                          |                                                                                            |                                                                                            |                                                                                            |                                                                                            |